# ليتلتون (تشيشير)
ليتلتون (بالإنجليزية: Littleton, Cheshire)‏ هي قرية و أبرشية مدنية تقع في المملكة المتحدة في إنجلترا.  يقدر عدد سكانها بـ 644 نسمة .